# Marcelo Cassaro
Marcelo Cassaro (15 de agosto de 1970) é um escritor, roteirista e editor brasileiro, conhecido principalmente como um dos criadores do universo de Tormenta, incluindo a série em quadrinhos Holy Avenger, e como editor veterano de revistas de RPG, em especial a Dragão Brasil. É, também, criador do sistema de RPG 3D&T e autor do romance de ficção científica Espada da Galáxia.
Recebeu o Prêmio Angelo Agostini, nas categorias roteirista (1998, 1999 e 2004) e mestre do quadrinho nacional (2018), bem como o Troféu HQ Mix (2002 e 2003).

## Carreira
Marcelo Cassaro iniciou sua carreira em 1985 no suplemento Diarinho do jornal Diário do Grande ABC e na produtora Black & White & Color de Mauricio de Sousa, onde trabalhou nos filmes da Turma da Mônica.
Na Editora Abril, fez os quadrinhos do Zé Carioca e das séries de TV Japonesa: Maskman, Jaspion, Spielvan, Black Kamen Rider, Changeman e Cybercop na revista Heróis da TV.
Em 1991, criou o personagem Capitão Ninja para as histórias do herói infantil Pequeno Ninja, mais tarde foi editor das revistas Progames e Gamers da Editora Escala, onde também publicou histórias do Capitão Ninja.
Ainda na Escala editou e roteirizou histórias em quadrinhos baseadas na franquia jogos de luta Street Fighter. Cassaro saiu da Editora Escala e passou a trabalhar na Editora Trama, onde criou a Revista Dragão Brasil, da qual foi editor por mais de dez anos Durante o período em que esteve na Dragão Brasil criou, junto com Rogério Saladino e JM Trevisan, o cenário de RPG Tormenta. No mesmo período, Cassaro lançou diversas HQs, como as minisséries Victory (com arte de Edu Francisco) e Street Fighter Alpha 3 (adaptação em quadrinhos do game de mesmo nome, com arte de Érica Awano); Cassaro e Awano repetiriam a dobradinha na bem sucedida saga em quadrinhos Holy Avenger, desenhada em estilo mangá, que teve 42 edições e cinco especiais.
Ele também é o criador do sistema 3D&T (Defensores de Tóquio 3ª edição), um RPG conhecido pela simplicidade, flexibilidade e total falta de realismo.
Junto com Marcelo Del Debbio, publicou a segunda edição do RPG Invasão, de ficção científica. Em co-autoria com Norson Botrel, publicou o Guia de Classes de Prestígio. Ambos os livros foram publicados pela Daemon Editora. Cassaro já publicou sob vários pseudônimos, como Capitão Ninja e Paladino.
É autor do romance de ficção científica Espada da Galáxia e do romance de fantasia científica Lua dos Dragões. Espada da Galáxia foi lançado em 1995, Cassaro usou os alienígenas metalianos que haviam aparecido em uma história de Jaspion três anos antes. Em 1997, Cassaro retorna os metalianos na série de quadrinhos U.F.O. Team, o Capitão Ninja aparece como membro do grupo epônimo e também ganha uma revista própria. Lança também as revistas Kilbite e Predakonn (história ambientada antes dos acontecimentos do livro).  U.F.O Team chegou ter um suplemento para o sistema 3D&T.
Em 2005 deixou a revista Dragão Brasil, devido a problemas internos com a diretoria da editora. Levou sua experiência como editor de RPG para a Mythos Editora e lá criou a RPG Master (toda dedicada a 3D&T) e para a Manticora criou a revista Dragon Slayer (depois editada pela Editora Escala), concorrendo diretamente com a revista que ele levou até o número "onzenta e um" (referência a O Senhor dos Anéis) no mercado de revistas RPGistas. Nesse mesmo ano lançou Primeira Aventura!!! pela Manticora, Tormenta D20 pela Jambô Editora e Tormenta Daemon pela Daemon Editora.
Em 2006 lançou pela Editora JBC, o 4D&T, uma nova versão do Defensores de Tóquio usando o Sistema d20.
Em 2009, teve títulos publicados na Jordânia
Em 2011, a Jambô Editora lançou uma edição especial de DBride - Noiva Do Dragão, escrita por Cassaro e desenhada por Érica Awano, publicada anteriormente de forma seriada na revista Dragon Slayer.
Em solidariedade às vítimas do Sismo e tsunami de Sendai de 2011, Cassaro resolveu doar sua parte dos lucros da venda da edição especial de DBride. Em agosto de 2012, Cassaro anunciou que estava produzindo a série Hero Party, ao lado da desenhista Erica Horita (conhecida pela série Ethora). Inspirada em RPGs, a série está sendo produzida através de Financiamento coletivo. No mesmo ano, o autor lançou uma nova HQ seriada na revista Dragon Slayer, 20 Deuses, desenhada por Rafael Françoi. Com o cancelamento da revista Dragon Slayer, a HQ passou a ser publicada no site da Jambô.
Em 2014, publica Projeto Ayla, uma sequência de U.F.O Team, anteriormente prometido pela Mythos com o título em inglês:  A.Y.L.A. Project.
Em 2016, anunciou o retorno da Dragão Brasil através de uma campanha de financiamento recorrente. Os editores da versão atual da revista optaram por contar as edições a partir da última Dragão Brasil impressa lançada (DB #111). Desde então, a revista continua sendo lançada mensalmente, com mais de trinta edições lançadas.
Atualmente, Cassaro trabalha na revista Turma da Mônica Jovem, na qual começou como roteirista do arco "Brilho de um Pulsar" (números 6 a 8). A trama é inspirada no longa animado A Princesa e o Robô, de 1983 (no qual o próprio Marcelo colaborou, nas funções de intervalador e assistente de design) e escreveu o arco de história "Monstros do Id" (edições 16 a 18), além de ser responsável pelos layouts dos roteiros de Petra Leão, principal roteirista de Turma da Mônica Jovem.
Cassaro também continua escrevendo para a Dragão Brasil e publicando livros de 3D&T e Tormenta pela Jambô Editora.